# Cirriformia crassicollis
Cirriformia crassicollis är en ringmaskart som först beskrevs av Johan Gustaf Hjalmar Kinberg 1866.  Cirriformia crassicollis ingår i släktet Cirriformia och familjen Cirratulidae. Inga underarter finns listade i Catalogue of Life.